# Cergy
Cergy é uma comuna francesa, localizada no concelho do Val-d'Oise e região Ile-de-France. Seus habitantes são chamados Cergyssois ou Cergynois e as da comunidade de aglomeração de Cergy-Pontoise Cergy-Pontains.
A prefeitura do Val-d'Oise e o Conselho Geral são instalados no território da comuna.

## Geografia
Cergy é uma grande cidade da periferia noroeste de Paris, e ao sul do Vexin. Este é o principal centro do comunidade de aglomeração de Cergy-Pontoise, cortada pela A15 Paris, Argenteuil ou Ruão, Vernon e a N184 para o aeroporto Roissy-Charles de Gaulle, Versalhes, Chantilly, Beauvais e Poissy.

## Toponímia
Cirgiacum em 1144, Cergi.
Uma etimologia popular dá a Cergy como o anacíclico da letra y ("Cergy" de cabeça para baixo se lê "ygrec"), ou seja, a forma que levaria o Oise no território da comuna. A analogia teria sido detectada pelo próprio Rei da França. Esta linha de espírito é contrariada pela grafia Sergy, que antigos mapas inscrevem ao lado de Pontoise. (Por outro lado, a confluência da Oise com o Sena, que evoca o y, está tecnicamente localizada na comuna vizinha de Conflans.)
Na verdade, é um arquétipo galo-romano frequentemente atestado, derivado do sufixo -acum, precedido por um nome de pessoa latino Servius ou Cervius (portado por um nativo galo-romano). Homonímia com Sergy (Sergiacus, 1172); Sergy; Sargé (de Cerviaco século XI, de Cergiaco século XII); et Sergeac (de Cergiaco 1053).

## Economia
A comuna de Cergy é a sede da Nintendo France.